# Limnephilus nybomi
Limnephilus nybomi là một loài Trichoptera trong họ Limnephilidae. Chúng phân bố ở miền Cổ bắc.